# Ruggero Bauli
Ruggero Bauli (Nogara, 11 marzo 1895 – Verona, 30 aprile 1985) è stato un pasticciere e imprenditore italiano, fondatore dell'azienda alimentare omonima.

## Biografia

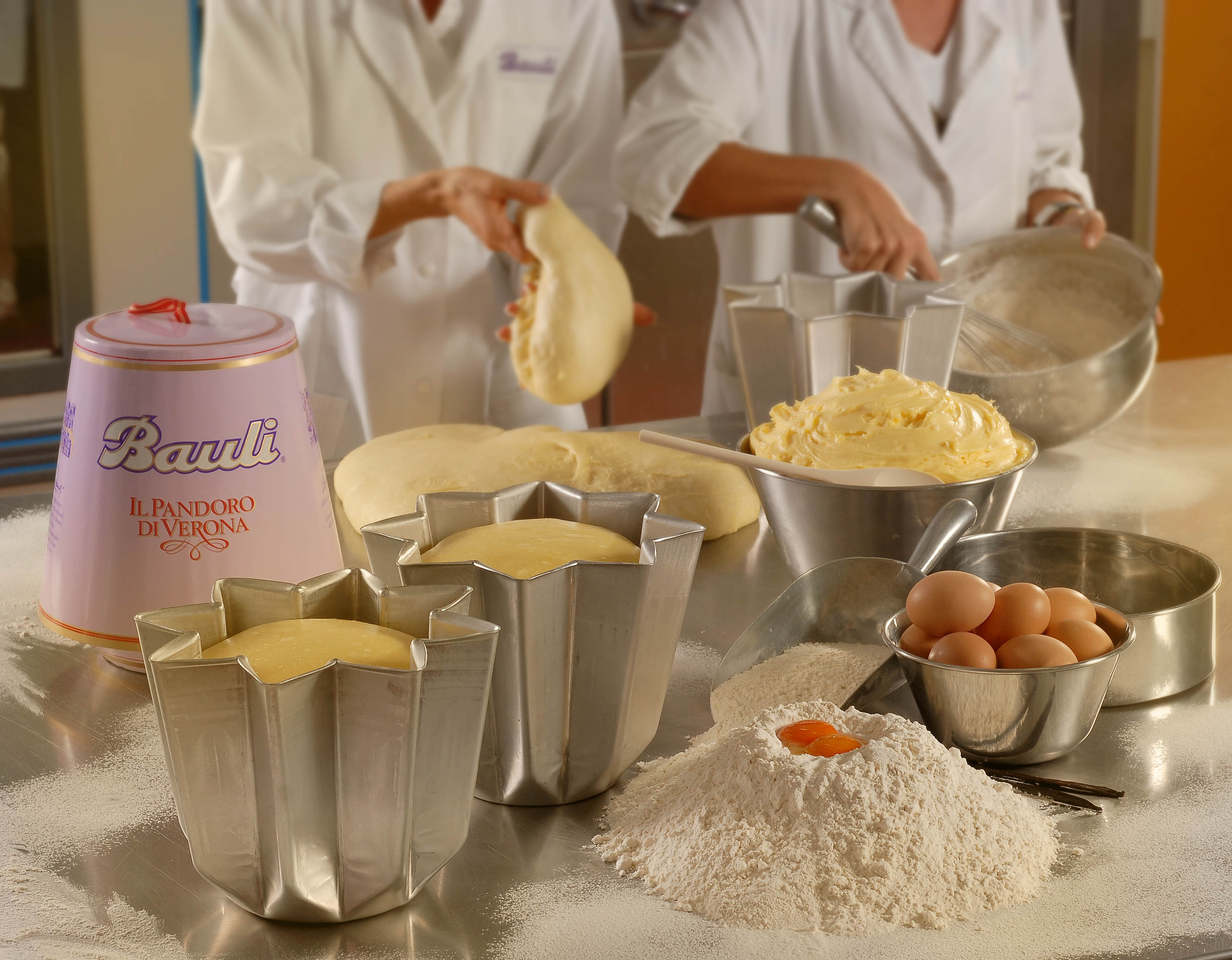
Fasi di lavorazione del pandoro Bauli

Proveniente dalla provincia di Verona, Bauli apprese il mestiere della pasticceria agli inizi degli anni dieci del XX secolo. Arruolato nella grande guerra sulle trincee del Carso, sopravvisse alla battaglia di Caporetto e, congedato a fine conflitto, aprì a Verona nel 1922 il suo forno, primo nucleo di quella che negli anni sarebbe diventata l'azienda alimentare Bauli.
Partito per emigrare in Argentina nell'ottobre 1927, fu uno dei sopravvissuti dell'affondamento del transatlantico Principessa Mafalda, a 80 miglia da Rio de Janeiro, evento ritenuto il più grave incidente navale italiano del Novecento. Avendo perso nel naufragio tutte le sue attrezzature, lavorò come tassista per alcuni mesi e poi ripartì per Buenos Aires dove, finalmente, ebbe modo di tornare al mestiere di pasticciere e di accumulare abbastanza denaro per poter rientrare in Italia nel 1937, dove si sposò e, con l'aiuto di uno zio, aprì un nuovo laboratorio artigianale nel centro di Verona, dove cominciò a produrre il suo pandoro, ancora oggi apprezzato anche a livello internazionale.
Dopo la seconda guerra mondiale, negli anni cinquanta, cominciò la produzione industriale dei suoi dolci, eseguita tuttora con il suo nome e sotto la guida dei suoi eredi. Morì a Verona nel 1985, all'età di 90 anni.